# Monarda didyma
Monarda didyma L. è una pianta aromatica erbacea perenne appartenente alla famiglia delle Labiate (Lamiaceae), indigena del Nord America.

## Distribuzione e habitat
La specie è diffusa nel Canada orientale e negli Stati Uniti orientali.

## Usi
Le foglie di M. didyma hanno un aroma simile al bergamotto e vengono usate, essiccate, nelle bibite, nel tè e nei sacchetti profumati. Dalla Monarda didyma si ricava, infatti, il tè Oswego, il cui nome deriva dalla tribù degli Oswego che fece uso delle foglie di tale pianta, simile al tè cinese e ampiamente utilizzato in Gran Bretagna.